# Пионерский пруд (парк Горького)
Пионе́рский пруд — искусственный водоём в районе Якиманка Центрального административного округа Москвы. Находится в восточной части Центрального парка культуры и отдыха имени Максима Горького рядом с улицей Крымский Вал.
Пионерский пруд был создан в XIX веке при обустройстве сада Мещанского училища, которому принадлежала эта территория. До революции 1917 года водоём называли Малым. Позднее при устройстве парка имени Горького пруд переименовали в Пионерский.
Водоём имеет овальную форму, берега укреплены бетоном. Его площадь составляет 0,8 га, длина — 150 метров, ширина — 60 метров. На прибрежной территории расположены центр современной культуры «Гараж», пункт проката лодок и катамаранов, торговые точки, кафе и тир.

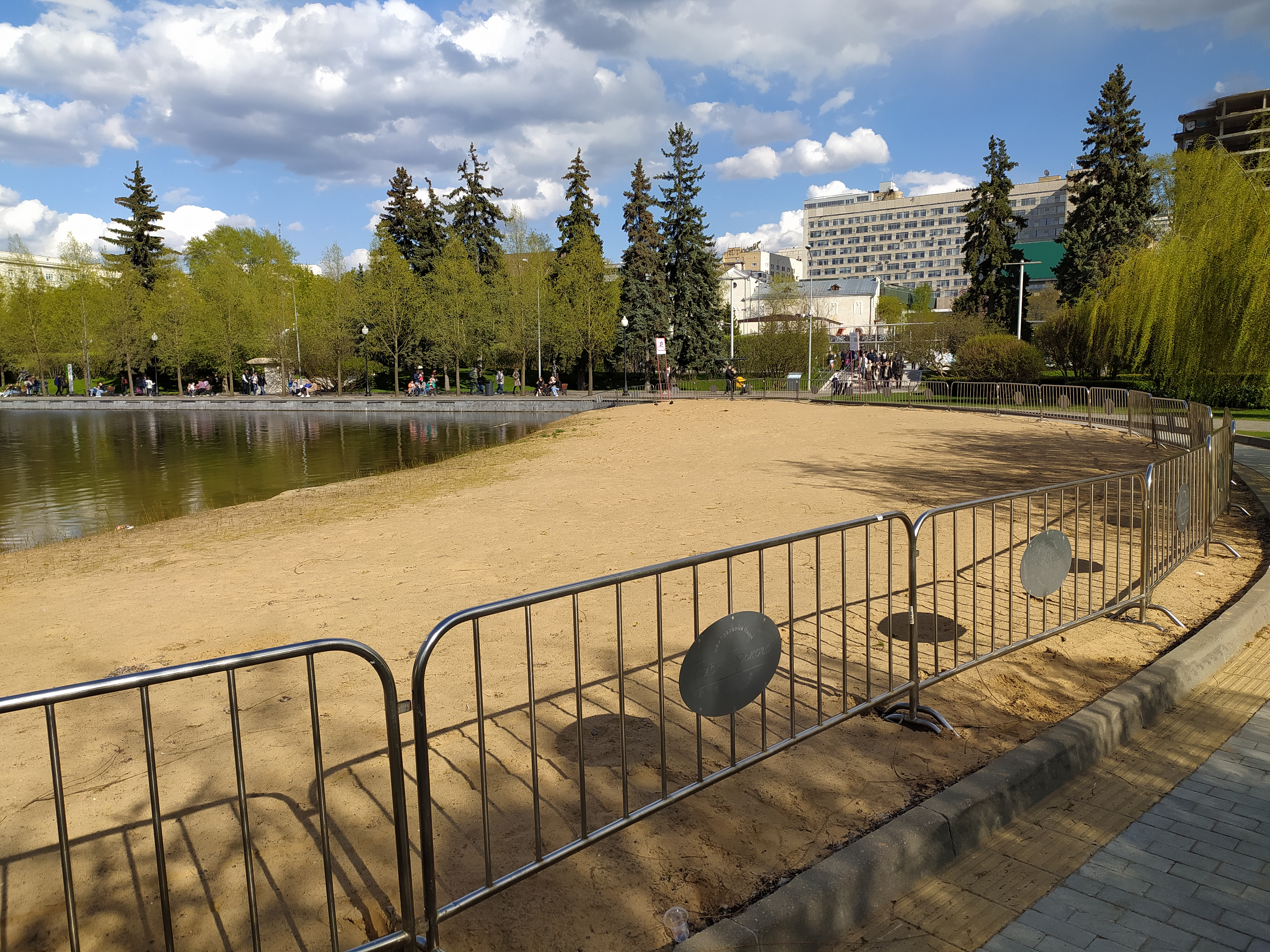
Пляж возле пруда в мае 2021 года

В 2011 году в ЦПКИО имени Горького проводили реконструкцию, в ходе которой очистили и благоустроили пруды парка. В 2013 году на Пионерском пруду провели отборочный этап европейских соревнований по фристайл вейкборду. В 2015 году у водоёма создали ивовую аллею и пляж с белым песком, в 2017 году — вейк-парк. Летом на пруду проходят занятия по SUP-йоге, зимой — организовывают каток.
Купание в водоёме официально запрещено
.